# Comgall
San Comgall (c. 510–520-597/602), uno de los primeros santos irlandeses, fue el fundador y abad del gran monasterio irlandés de Bangor en Irlanda.

## Vida
Comgall nació en algún momento entre 510 y 520 en Dál nAraidi, Úlster según los anales irlandeses, cerca de Magheramorne en el actual condado de Antrim. Fue hijo de Setna, un guerrero picto y Briga.
Tras servir como soldado en sus primeros años de vida, estudió con Fintan de Clonenagh y, posteriormente, con Finnian de Moville, Mobhí Clárainech en Glasnevin y Ciarán de Clonmacnoise . 
Fue ordenado diácono y sacerdote por el obispo Lugidius, en Clonmacnoise o Connor. Vivió durante un tiempo en Úlster, en una isla del lago Erne, acompañado de algunos amigos siguiendo una severa forma de vida monástica. El régimen era tan austero que siete compañeros murieron de frío y hambre.
Con la intención inicial de ir a Gran Bretaña, Comgall fue disuadido por Lugidius, el obispo que lo ordenó, decidiendo permanecer en Irlanda para difundir la vida monástica. Fundó un monasterio en Bangor, condado de Down, en el sur del lago Belfast, justo enfrente de Carrickfergus. Según los anales irlandeses, Bangor fue fundada como muy tarde en 552, aunque James Ussher y la mayoría de los escritores posteriores sobre el tema asignan la fundación al año 555. Webb lo sitúa en 559.
Se dice que dirigió en Bangor y otras casas a más de cuatro mil monjes, dedicado a la agricultura y los trabajos manuales.
La vida en los monasterios era dura. La comida era escasa y sencilla. Era costumbre hierbas, agua y pan. Incluso la leche se consideraba un capricho. En Bangor sólo se permitía una comida, y no hasta la noche. La confesión fue en público ante la comunidad. Eran frecuentes los severos actos de penitencia. Se observaba silencio durante las comidas y también en otros momentos, restringiéndose la conversación al mínimo. El ayuno era frecuente y prolongado. 
Según la Vitae de Columba de Adamnan, existió una estrecha conexión entre Comgall y Columba, aunque no parece que se pueda afirmar que Comgall fuera discípulo de Columba en sentido estricto. Comgall fue amigo de los futuros santos Cormac, Brendan y Canice. Se cree que entre los monjes formados por Comgall en Bangor se encontraban Columbano de Luxeuil-les-Bains (21 o 23 de noviembre) y Saint Moluag (25 de junio).
Después de un período de intenso sufrimiento, Comgall recibió la Eucaristía de manos de San Fiacro y murió en el monasterio de Bangor. El año de su muerte fue 602, según los Anales de Tigernach y Chronicon Scotorum, o 597, según los Anales de Inisfallen. Sus reliquias, que se guardaron en Bangor, fueron esparcidas durante las incursiones vikingas en 822.

## Rol
Comgall pertenecía a lo que se conoce como la Segunda Orden de los Santos Irlandeses. Estos florecieron en la Iglesia irlandesa durante el siglo VI. Educados en su mayor parte en Gran Bretaña o con influencias de las escuelas británicas, fueron los fundadores de las grandes escuelas monásticas irlandesas y contribuyeron en gran medida a la difusión del monaquismo en la Iglesia irlandesa . El Antifonario de Bangor del siglo VII afirmaba que Comgall era "estricto, santo y constante"; y nos ha llegado una Regla de San Comgall en irlandés, pero la evidencia no permiten asegurar que se le pueda atribuir directamente. Sin embargo, el hecho de que Columbano, discípulo de Comgall y él mismo monje de Bangor, redactara para sus monasterios continentales una Regula Monachorum nos llevaría a creer que había existido una organización similar en Bangor en su época, aunque Columbano podría haberse inspirado en la Regla benedictina entonces ampliamente difundida por la península ibérica .
San Comgall es mencionado en la "Vida de Columbano" de Jonas, como el superior de Bangor, con quien San Columbano había estudiado. También se le menciona el 10 de mayo, su fiesta en el "Felire" de Óengus de Tallaght publicado por Whitley Stokes para la Sociedad Henry Bradshaw (2ª ed.), y su nombre se conmemora en el Misal Stowe (MacCarthy), y en el Martirologio de Tallaght .